# Enrico da Sessa
Enrico da Sessa (Sessa, ... – Como, 1380) è stato un vescovo cattolico italiano.

## Biografia
Enrico da Sessa nacque dalla famiglia nobile dei Sessa, castellani di Sessa e Monteggio (paesi oggi in Svizzera Italiana) e feudatari arcivescovili della Valtravaglia: proprio a Sessa nel 1371 commissionò la costruzione di un palazzo noto come Palazzo de Sexa, rimasto agli eredi Sessa. Il luogo e l'anno della sua nascita sono una delle problematiche maggiormente emergenti ancora oggi circa la sua persona. Secondo alcuni studi, infatti, egli sarebbe nato in area luganese/comasca, appunto a Sessa, mentre secondo altri a Milano, cosa che in qualche modo lo avrebbe agevolato nella candidatura per la carica di arciprete del Duomo di Milano che ricoprì prima della sua elezione a vescovo: non bisogna però dimenticare in proposito che la famiglia Sessa di Valtravaglia figurava già tra i casati patrizi milanesi con la Matricula Nobilium del 1277. Un'altra ipotesi, meno plausibile, lo vuole di nascita piacentina.
Di certo si sa che Enrico da Sessa viene indicato dai documenti come dottore in legge (qui utroque iure) e che doveva godere di una certa fama anche presso il Vaticano se il 12 maggio 1372 venne mandato a Venezia per tentare di mitigare la situazione politica tesa che la Serenissima aveva intrapreso con Francesco da Carrara, signore di Padova. Di lui sappiamo anche che nel 1376 venne letteralmente sequestrato da Ugolino de' Balduini mentre si trovava a Bologna durante un tentativo di insurrezione della città all'autorità pontificia, per poi venire successivamente rilasciato. In occasione della sua elezione a vescovo di Como nominò suoi procuratori i parenti Pietro Sessa, prevosto della collegiata di San Vittore di Valtravaglia, e Cristoforo Sessa.